# Appellationsgericht Münster
Das Appellationsgericht Münster war zwischen 1849 und 1879 ein preußisches Appellationsgericht mit Sitz in Münster.

## Geschichte
In Münster bestand bis 1849 das Oberlandesgericht Münster. Die „Verordnung über die Aufhebung der Privatgerichtsbarkeit und des eximierten Gerichtsstandes sowie über die anderweitige Organisation der Gerichte“ vom 2. Januar 1849 hob dann auch die Patrimonialgerichtsbarkeit auf. Gleichzeitig wurde das Appellationsgericht Münster geschaffen. Dem Appellationsgericht Münster waren die Kreisgerichte nachgelagert, die grundsätzlich je Landkreis eingerichtet wurden. Dem Appellationsgericht Münster war das Oberappellationsgericht Berlin übergeordnet.
Mit den Reichsjustizgesetzen wurden die Gerichte im Deutschen Reich vereinheitlicht. Das Appellationsgericht Münster wurde 1879 aufgehoben. Neu eingerichtet wurde nun das Landgericht Münster im Bezirk des Oberlandesgerichtes Hamm.

## Sprengel
Der Sprengel des Appellationsgerichtes Münster umfasste den Regierungsbezirk Münster. Es bestanden dort erst 8, dann 9 und dann wieder 8 Kreisgerichte in einem Schwurgerichtsbezirk.
| Kreisgericht                   | Sitz         | Schwurgerichtsbezirk | Gerichtskommissionen                         |
| ------------------------------ | ------------ | -------------------- | -------------------------------------------- |
| Kreisgericht Ahaus             | Ahaus        | Münster              | Gerichtskommissionen in Stadtlohn, Vreden    |
| Kreisgericht Borken (bis 1875) | Borken       | Münster              | Gerichtskommission in Bochold                |
| Kreisgericht Coesfeld          | Coesfeld     | Münster              | Gerichtskommissionen in Dülmen, Haltern      |
| Kreisgericht Dorsten           | Dorsten      | Münster              | Gerichtskommission in Recklinghausen         |
| Kreisgericht Lüdinghausen      | Lüdinghausen | Münster              | Gerichtskommission in Werne                  |
| Kreisgericht Münster           | Münster      | Münster              |                                              |
| Kreisgericht Steinfurt         | Steinfurt    | Münster              | Gerichtskommissionen in Horstmar, Rheine     |
| Kreisgericht Tecklenburg       | Tecklenburg  | Münster              | Gerichtskommission in Ibbenbüren             |
| Kreisgericht Warendorf         | Warendorf    | Münster              | Gerichtskommissionen in Ahlen, Beckum, Oelde |

Ursprünglich bestand das Kreisgericht Recklinghausen mit Gerichtsdeputationen in Dorsten, Lüdinghausen und Werne. Es wurde 1851 aufgeteilt in die beiden Kreisgerichte Dorsten und Lüdinghausen.
Zum 1. Januar 1876 wurde das Kreisgericht Borken aufgehoben und als ständige Gerichtsdeputation dem Kreisgericht Coesfeld zugeordnet.

## Richter

### Erster Präsident
- Wilhelm Rintelen (1849–1869)
- Thümmel (1869–1879)
- Friedrich Hermann Sydow (1870–1872)[3]

### Vizepräsidenten, später Direktoren
- Clemens von Olfers (1849–1861)
- Dr. von Viebahn GehJR (1861–1867)
- Koch (1867–1879)

### Appellations-Gerichtsräte
- von Untzer (1849/50)
- Moellenhoff GehJR (1849/50)
- Dr. Schlüter GehJR (1849–1860)
- von Hartmann GehJR (1849–1864)
- Michaelis GehJR (1849–1864)
- Dr. von Viebahn GehJR (1849–1861, ab 1861 Direktor)
- von Kitzing GehJR (1849–1872)
- Joseph Tüshaus GehJR (1849–1876)
- von Detten (1849–1853)
- Freusberg GehJR (1849–1876)
- von und zur Mühlen GehJR (1850–1869)
- Freiherr von Blomberg (1853–1871)
- Hering (1863–1874)
- Weymann (1863–1871)
- Wesemann (1869–1879)
- Dr. Plate (1873–1879)
- Fluhme (1872–1879)
- Böhmer (1872–1879)
- Müller (1876–1879)
- Gründler (1877–1879)
- Ruhfuß (1874–1879)[4]